# Parfumerie à Grasse
 (septembre 2016).
Les savoir-faire liés à la parfumerie sont particulièrement présents dans la ville de Grasse et ses environs (Alpes-Maritimes, région Provence-Alpes-Côte d’Azur). Ces savoirs sont constitués d’un ensemble de pratiques comprenant la culture de la plante à parfum, les connaissances des matières premières naturelles et leurs transformations, et enfin l’art de composer le parfum.
En novembre 2018, "le savoir-faire de la ville en matière de parfum" a été inscrit au patrimoine culturel immatériel de l'Unesco.

## Historique

### Moyen Age

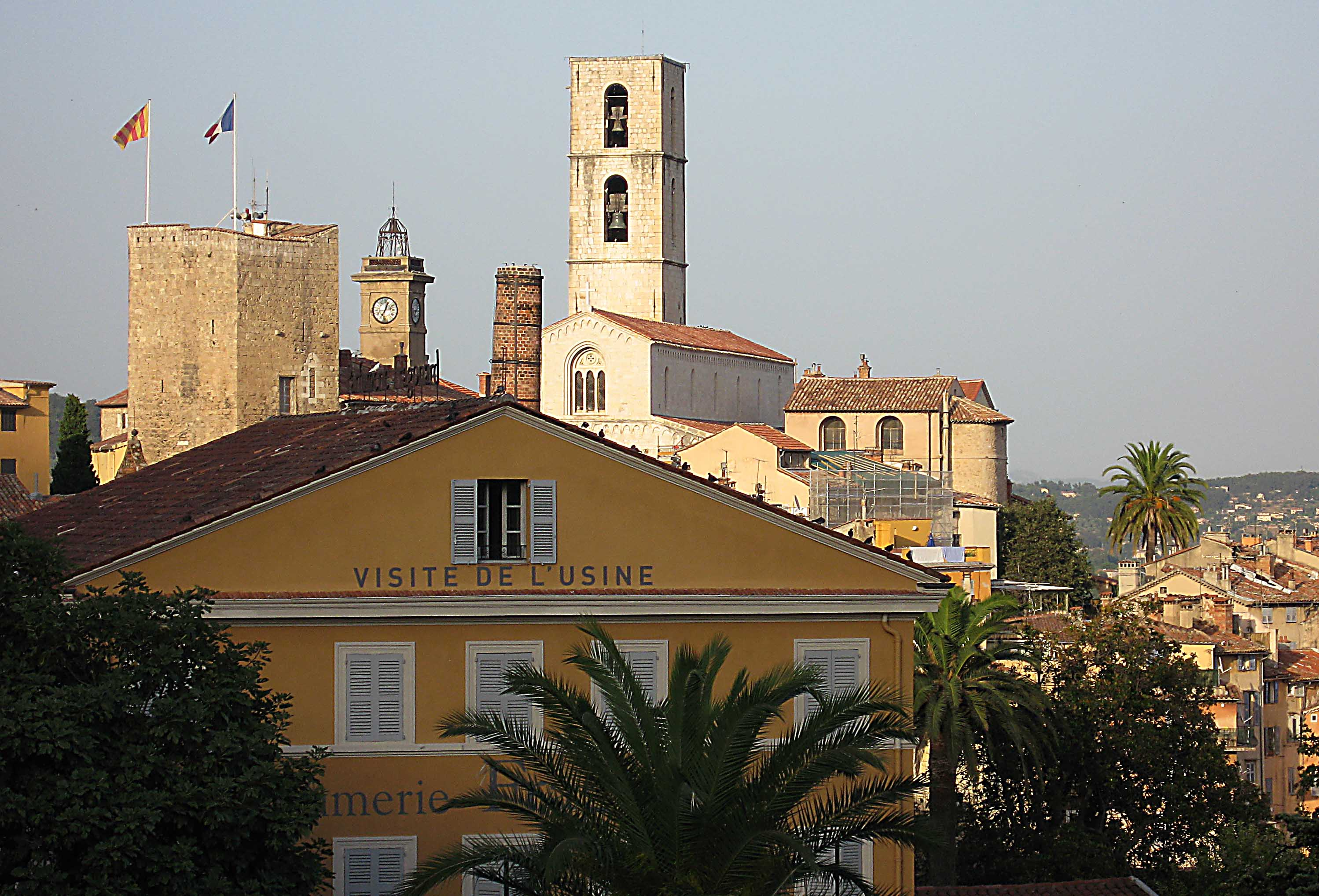
Vue de Grasse (Notre-Dame du Puy)

Grasse est à l’origine renommée pour la tannerie et la ganterie. Au Moyen Âge, les cuirs de Grasse partaient dans toute l’Europe. Mais les méthodes de tannage sont alors très malodorantes. En effet, on utilise souvent les excréments ou l’urine pour tanner le cuir. C’est pourquoi les nobles se plaignent constamment de l’odeur de leurs gants, jusqu’au jour où un artisan décide de plonger ses réalisations dans des essences parfumées.

### Epoque moderne
Dès le XVIe siècle, les gants seront parfumés et la compétence de parfumeur va se développer dans le pays de Grasse. Le territoire est particulièrement propice au commerce du parfum naissant. En effet, il y pousse beaucoup de plantes très odorantes. Les paysans vont se mettre à distiller leurs plantes eux-mêmes pour en revendre l’essence et compléter leurs revenus. Parmi ces plantes, on retrouve l’oranger, la lavande, le cassier, le myrte, le lentisque pistachier et la rose de Grasse 
Au XVIIe siècle, de nouvelles plantes sont cultivées. Elles sont souvent importées, comme le jasmin, venu d’Inde, ou la tubéreuse, venue d’Italie. La rose de parfumerie commence à être cultivée à cette époque également.
Au XVIIIe siècle, le travail du cuir et la ganterie sont abandonnés au profit de la parfumerie seule. Le savoir-faire particulier des parfumeurs de Grasse est dès lors renommé.

### Epoque contemporaine

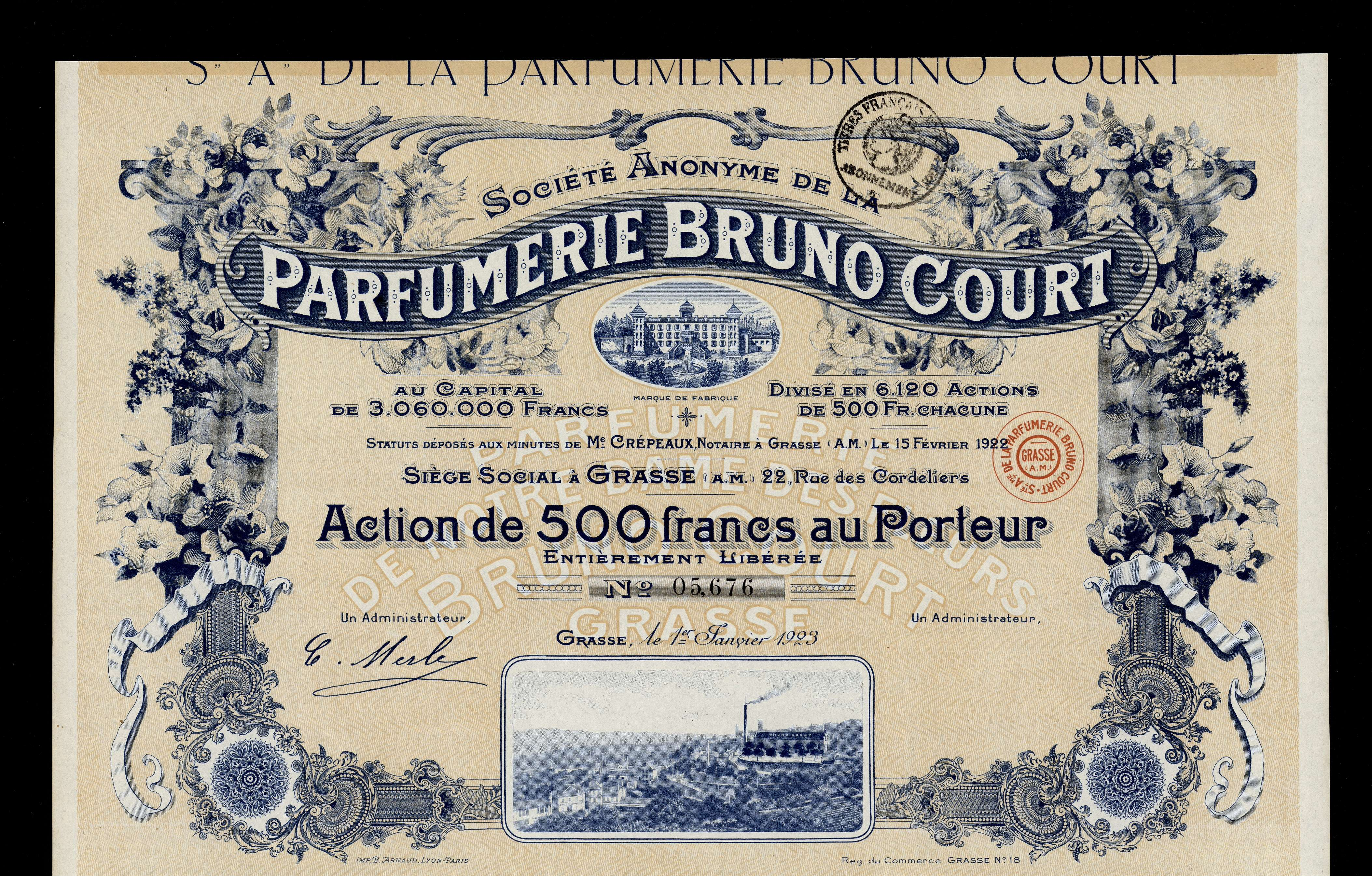
Action de la S. A. de la Parfumerie Bruno Courte en date du 1 janvier 1923

Au XIXe siècle, les environs de Grasse se transforment en un immense jardin fleuri et le nombre de parfumeurs explosent. Chacun forme ses « nez » de Grasse, ceux qui vont sélectionner les meilleures senteurs et les associer pour créer de nouveaux parfums. La développement et l'industrialisation de la parfumerie s'appuie fortement sur l'empire colonial français, avec une implantation des maisons grassoises en Algérie, aux Comores et à Madagascar, afin de bénéficier de coûts mineurs.
À la fin du XIXe siècle cependant, face à la concurrence mondiale, la culture du parfum à Grasse est en difficulté et le risque de voir le savoir-faire se perdre est menaçant. Mais les producteurs s’allièrent en coopérative et en associations et la tradition de la parfumerie à Grasse put survivre. Au début du 21ème siècle, de cinq milles (5 000) personnes sont encore employées par l'industrie du parfum à Grasse.

## Savoir-faire
Le savoir-faire lié au parfum à Grasse regroupe en fait plusieurs compétences : la culture des plantes à parfum et la connaissance des produits et des outils nécessaires à la transformation en parfum.

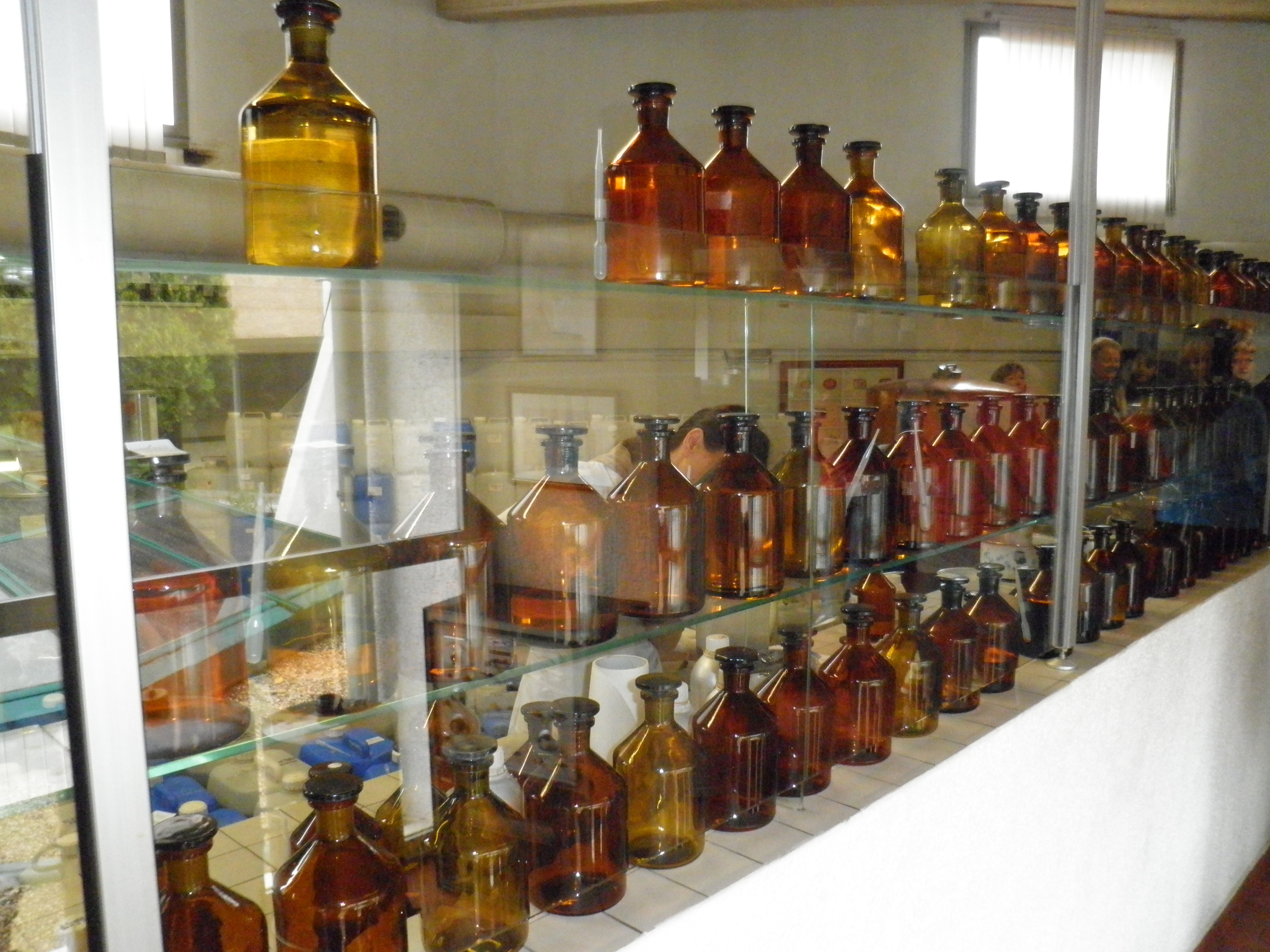

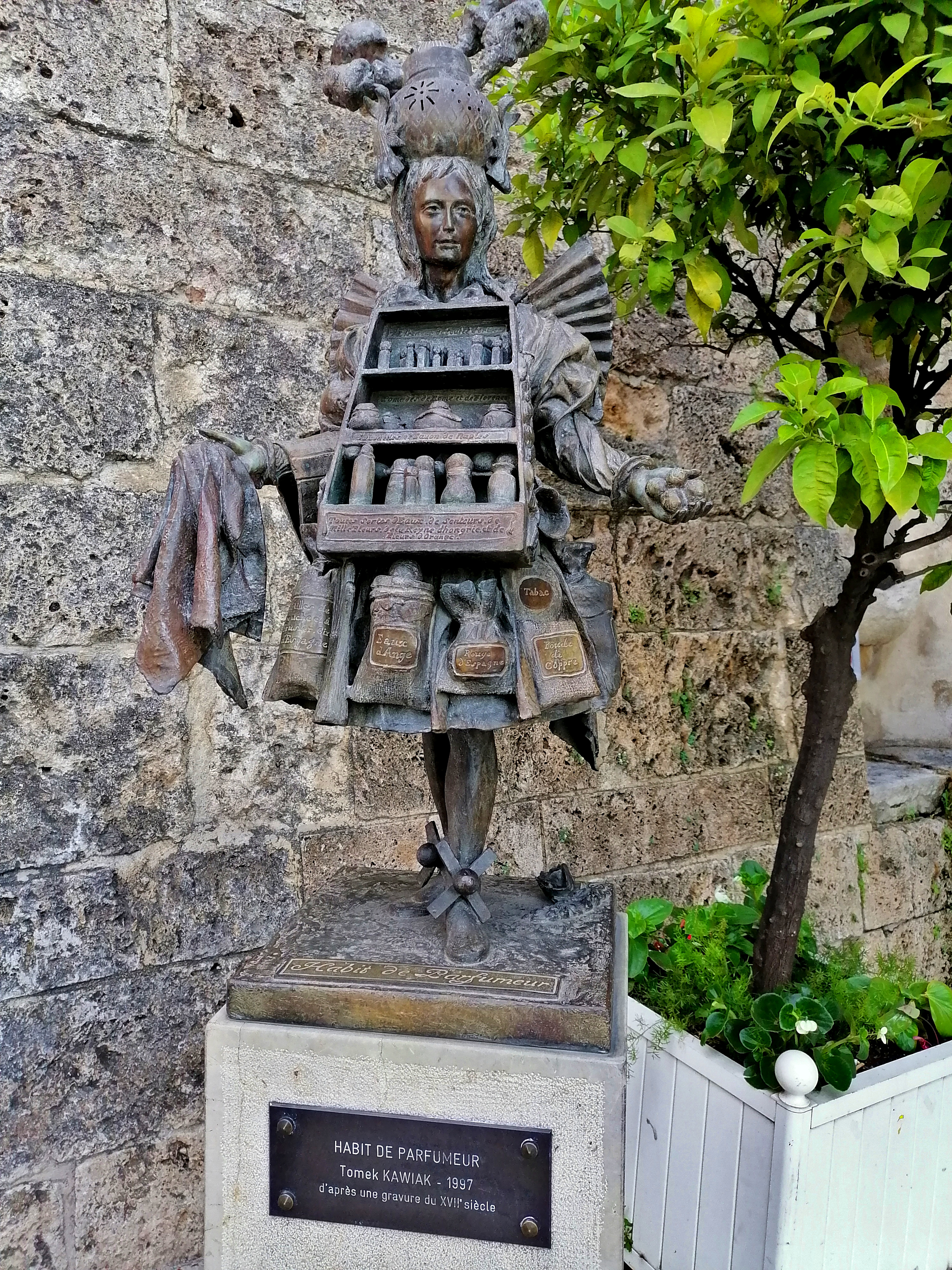
Habit de parfumeur - d'après une gravure du 17ème siècle

### Culture de la plante à parfum
La culture de la plante à parfum requiert des connaissances particulières dans différents domaines. Il faut tout d’abord maitriser le sol de la région, mais aussi connaitre le climat. Il faut maitriser des compétences botaniques, mais aussi des techniques spécifiques pour le greffage de certaines plantes. Enfin, la connaissance des matières premières, les différentes fleurs, est indispensable, qu’elles soient fraiches ou sèches (fleurs importées). Deux métiers sont particulièrement liés à cette étape de culture, les cultivateurs et les cueilleurs. Les plantes concernées sont majoritairement les fleurs emblématiques du pays de Grasse (jasmin, rose de mai et tubéreuse), mais aussi la violette, la fleur d'oranger, le mimosa et l’iris. En 2005 est lancée l'association Les Fleurs d’exception du pays de Grasse, destinée à relancer la production de fleurs à parfum autour de Grasse. En 2025, 26 exploitations cultivent ces fleurs, entre les Alpes-Maritimes et le Var. Mais la grande majorité des fleurs vient de l'étranger, l'Egypte et l'Inde produisent par exemple la quasi-totalité des fleurs de jasmin utilisées à Grasse.

### Transformation des matières premières

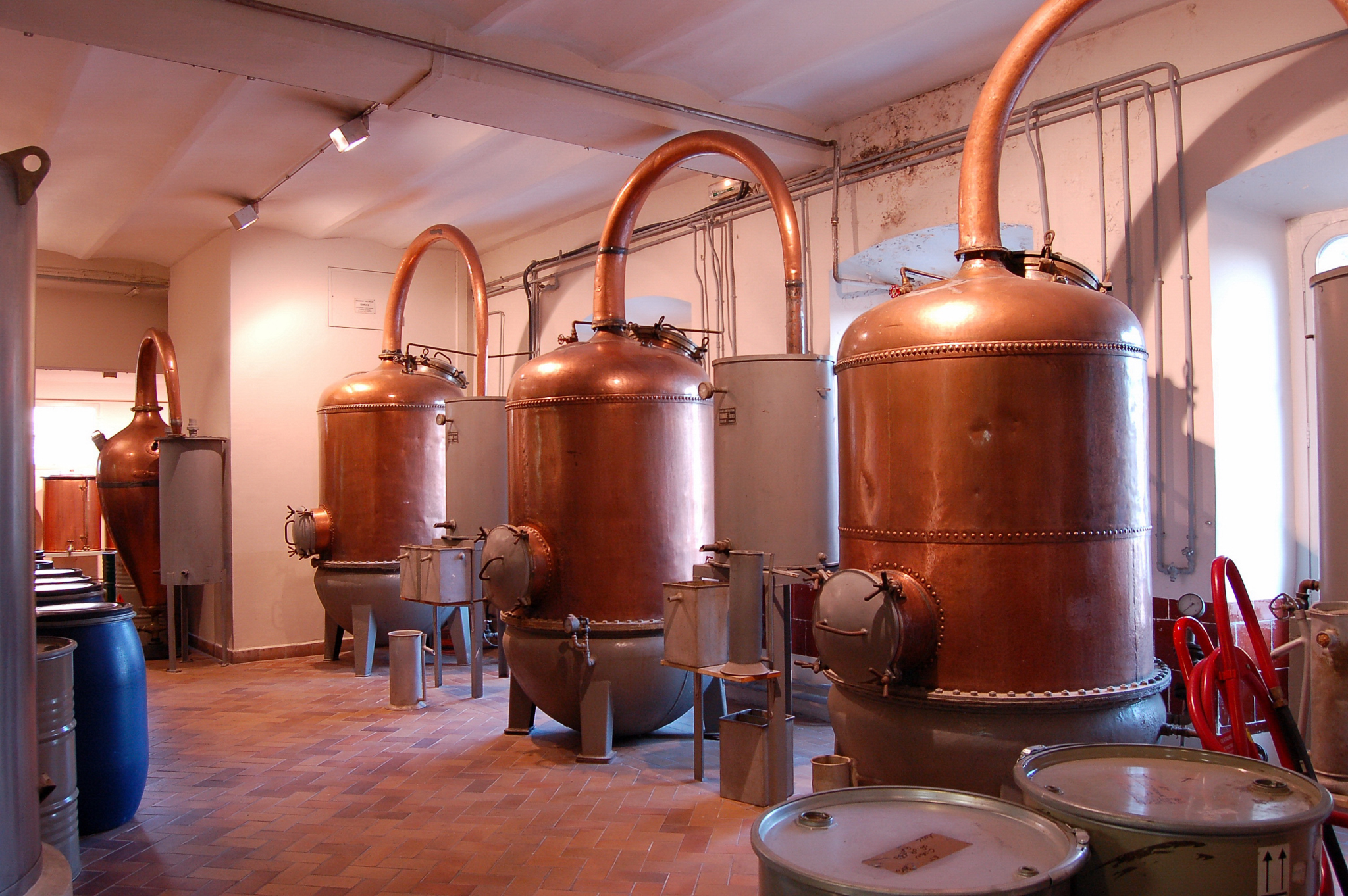
Alambics de la parfumerie Fragonard

La transformation de la matière première est une étape importante pour l’élaboration d’un futur parfum. Il s’agit ici de tirer les essences odorantes des fleurs cultivées. C’est donc une étape obligatoire pour la suite du processus d’élaboration de parfum. La transformation est aujourd’hui artisanale ou industrielle. Cette étape implique également de connaitre à la fois la matière traitée mais aussi les outils utilisés pour l’extraction des essences : l’alambic ou les ballons de verre soufflés par exemple. Il existe plusieurs techniques de transformations, parmi lesquelles l’enfleurage, l’hydrodistillation, l’extraction par solvants volatils ou l’éco-extraction. Toutes ces techniques sont maitrisées par plusieurs corps de métiers, les distillateurs, les évaluateurs, les laborantins, les parfumeurs, les chaudronniers ou encore les souffleurs de verre.

### Composition du parfum
L’art de composer le parfum arrive à la fin de la longue chaine des savoir-faire relatifs à la parfumerie, mais c’est non moins l’une des étapes les plus importantes[réf. nécessaire] de processus de transformation de la plante au mélange parfumé. Il s’agit de construire une véritable architecture olfactive, trouver des compositions d’essences. Il faut bien connaitre les différentes senteurs pour savoir les assembler. Ces compétences sont propres aux « nez », nom donnés aux compositeurs de parfum. Il reste malgré tout un fort lien entre la première étape de la culture de la plante et de son entrée dans une composition puisque les « nez » suivent souvent les étapes de la culture et de la transformation de la plante dès sa naissance.

## L'apprentissage et la transmission
Pour perpétuer ce savoir-faire particulier à la ville de Grasse, des institutions plus ou moins anciennes s’attachent à assurer leurs transmissions par différents moyens. On peut relever par exemple des écoles comme le Grasse Institut of Perfumery, les écoles internes aux usines et entreprises (École Robertet par exemple), l’Institut de chimie de Nice (ICN) UMR UNS/CNRS 7272 de l’université Sophia Antipolis, le Pôle d’excellence du végétal de Grasse, le Laboratoire d’anthropologie et de psychologie cognitive et sociale de l’université Sophia Antipolis, des établissements spécialisés comme l’ESAT de la Mas (Maison d’accueil spécialisée) Saint-Antoine, le Service Médiation au musée international de la parfumerie, mais aussi des lieux de conservation comme la Bibliothèque patrimoniale de Grasse ou encore l’Osmothèque, des acteurs de la transmission comme la Maison du patrimoine à Grasse. La transmission familiale joue également un grand rôle.